# 1420
1420. је била проста година.

## Догађаји
- 21. мај — Потписан Уговор из Троа.

## Рођења
- Википедија:Непознат датум — Пјеро дела Франческа - италијански сликар ране ренесансе (†1492).